# Krivoklátske lúky
Krivoklátske lúky este o arie protejată (arie specială de conservare — SAC, sit de importanță comunitară — SCI) din Slovacia întinsă pe o suprafață de 4,33 ha, integral pe uscat.

## Localizare
Centrul sitului Krivoklátske lúky este situat la coordonatele 49°03′32″N 18°08′12″E / 49.058889°N 18.136667°E.

## Înființare
Situl Krivoklátske lúky a fost declarat sit de importanță comunitară în aprilie 2004 pentru a proteja 5 specii de animale. Situl a fost protejat și ca arie specială de conservare în martie 2004.

## Biodiversitate
Situată în ecoregiunea alpină, aria protejată conține 6 habitate naturale: Pajiști uscate seminaturale și facies de acoperire cu tufișuri pe substraturi calcaroase (Festuco-Brometalia) (* situri importante pentru orhidee), Izvoare petrifiante cu formare de travertin (Cratoneurion), Fânețe de joasă altitudine (Alopecurus pratensis, Sanguisorba officinalis), Mlaștini alcaline, Liziere de ierburi înalte hidrofile de câmpie și de nivel montan până la alpin, Pajiști uscate seminaturale și facies de acoperire cu tufișuri pe substraturi calcaroase (Festuco-Brometalia) (* situri importante pentru orhidee).
La baza desemnării sitului se află mai multe specii protejate:
- amfibieni (1): izvoraș-cu-burta-galbenă (Bombina variegata)
- nevertebrate (4): Carabus variolosus, fluturele de noapte (Eriogaster catax), Euplagia quadripunctaria, fluturele purpuriu (Lycaena dispar)

Pe lângă speciile protejate, pe teritoriul sitului au mai fost identificate 20 de specii de plante, 3 specii de amfibieni, 12 specii de mamifere, 1 specie de pești, 4 specii de reptile.